# Eurylepis poonaensis
Eurylepis poonaensis är en ödleart som beskrevs av  Sharma 1970. Eurylepis poonaensis ingår i släktet Eurylepis och familjen skinkar. Inga underarter finns listade i Catalogue of Life.